# ليم ها-رام
ليم ها-رام (هانغل: 임하람) هو لاعب كرة قدم كوري جنوبي في مركز قلب الدفاع، ولد في 18 نوفمبر 1990 في كوريا الجنوبية. لعب مع إنتشون يونايتد ونادي غوانغجو.

## وصلات خارجية
- ليم ها-رام على موقع دوري كوريا الجنوبية (الإنجليزية)
- ليم ها-رام على موقع قاعدة بيانات كرة القدم.إي يو (الإنجليزية)
- ليم ها-رام على موقع Soccerway.com (الإنجليزية)